# Tabele wielobojowe
Tabele wielobojowe – tabele, na podstawie których przyznaje się punkty za osiągnięty wynik w poszczególnych konkurencjach lekkoatletycznego wieloboju.
Pierwsze tabele powstały w Stanach Zjednoczonych, gdzie od 1884 roku rozgrywano mistrzostwa kraju w dziesięcioboju.
Oficjalna wersja tabel została przyjęta przez IAAF w 1912. Przyjmowano wówczas 1000 punktów za rezultat równy rekordowi olimpijskiemu w danej konkurencji uzyskanemu do 1908 roku oraz dodanie lub odjęcie odpowiedniej liczby punktów za wynik lepszy lub słabszy od tych rekordów. W 1920 uaktualniono tabele, tak by 1000 punktów odpowiadało rekordom olimpijskim z 1912 roku.
W 1934 Finowie opracowali nową wersję tabel – odchodzącą od liniowej zależności między rezultatem zawodnika a liczbą punktów za daną konkurencję (uwzględniano w ten sposób trudność poprawy rezultatu; progresja wynikowa o taki sam rezultat daje więcej punktów przy wyższym poziomie sportowym).
Zasada ta została zachowana do dzisiaj, choć tabele aktualizowano w 1950, 1952, 1954 (wprowadzenie oficjalnych tabel dla kobiet), 1971 oraz 1985.